# Western & Southern Open 2014
Western & Southern Open 2014 (або Cincinnati Masters) - чоловічий і жіночий тенісний турнір, що проходив на відкритих кортах з твердим покриттям Lindner Family Tennis Center у Мейсоні (США). Належав до категорії Мастерс у рамках Туру ATP 2014, а також категорії Premier 5 у рамках Туру WTA 2014. Це був 113-й за ліком Мастерс Цинциннаті серед жінок і 86-й - серед чоловіків. Тривав з 11 до 17 серпня 2014 року.
Рафаель Надаль і Вікторія Азаренко були чинними чемпіонами, але обидва відмовились від участі через травми.

## Очки і призові

### Нарахування очок
| Дисципліна                 | П    | Ф   | ПФ  | ЧФ  | 1/8 | 1/16 | 1/32 | Q   | Q2  | Q1  |
| Чоловіки, одиночний розряд | 1000 | 600 | 360 | 180 | 90  | 45   | 10   | 25  | 16  | 0   |
| Чоловіки, парний розряд    | 1000 | 600 | 360 | 180 | 90  | 0    | Н/Д  | Н/Д | Н/Д | Н/Д |
| Жінки, одиночний розряд    | 900  | 585 | 350 | 190 | 105 | 60   | 1    | 30  | 20  | 1   |
| Жінки, парний розряд       | 900  | 585 | 350 | 190 | 105 | 1    | Н/Д  | Н/Д | Н/Д | Н/Д |

### Призові гроші
| Дисципліна                 | П        | F        | ПФ       | ЧФ      | 1/8     | 1/16    | 1/32    | Q2     | Q1     |
| Чоловіки, одиночний розряд | $638,850 | $313,240 | $157,645 | $80,165 | $41,625 | $21,945 | $11,850 | $2,730 | $1,390 |
| Жінки, одиночний розряд    | $467,300 | $227,000 | $113,770 | $54,170 | $26,090 | $13,370 | $7,215  | $2,930 | $1,775 |
| Чоловіки, парний розряд    | $197,830 | $96,860  | $48,580  | $24,940 | $12,890 | $6,800  | Н/Д     | Н/Д    | Н/Д    |
| Жінки, парний розряд       | $133,700 | $67,530  | $33,430  | $16,830 | $8,530  | $4,210  | Н/Д     | Н/Д    | Н/Д    |

## Учасники основної сітки в рамках чоловічого турніру

### Сіяні учасники
| Країна          | Гравець               | Рейтинг | Сіяний |
| --------------- | --------------------- | ------- | ------ |
| Сербія          | Новак Джокович        | 1       | 1      |
| Швейцарія       | Роджер Федерер        | 3       | 2      |
| Швейцарія       | Стен Вавринка         | 4       | 3      |
| Чехія           | Томаш Бердих          | 5       | 4      |
| Канада          | Мілош Раоніч          | 6       | 5      |
| Іспанія         | Давид Феррер          | 7       | 6      |
| Болгарія        | Григор Димитров       | 8       | 7      |
| Велика Британія | Енді Маррей           | 9       | 8      |
| Латвія          | Ернестс Гульбіс       | 12      | 9      |
| Франція         | Рішар Гаске           | 13      | 10     |
| США             | Джон Ізнер            | 14      | 11     |
| Франція         | Жо-Вілфрід Тсонга     | 15      | 12     |
| Іспанія         | Роберто Баутіста Аґут | 16      | 13     |
| Хорватія        | Марин Чилич           | 18      | 14     |
| Італія          | Фабіо Фоніні          | 19      | 15     |
| Іспанія         | Томмі Робредо         | 20      | 16     |

- Рейтинг подано станом на 4 серпня 2014

### Інші учасники
Учасники, що потрапили до основної сітки завдяки вайлд-кард:
- Роббі Джінепрі
- Стів Джонсон
- Сем Кверрі
- Джек Сок

Гравець, що потрапив в основну сітку, використавши захищений рейтинг:
- Юрген Мельцер

Гравці, що потрапили до основної сітки через стадію кваліфікації:
- Бенжамін Бекер
- Чейз Б'юкенен
- Теймураз Габашвілі
- Марінко Матосевич
- Бенуа Пер
- Бернард Томіч
- Джеймс Ворд

Як щасливий лузер в основну сітку потрапили такі гравці:
- Блаж Рола

### Відмовились від участі
До початку турніру
- Ніколас Альмагро (травма ступні) → його замінив  Денис Істомін
- Карлос Берлок → його замінив  Едуар Роже-Васслен
- Хуан Мартін дель Потро (травма зап'ястка) → його замінив  Мартін Кліжан
- Олександр Долгополов (травма коліна) → його замінив  Жульєн Беннето
- Рішар Гаске (травма живота) → його замінив  Блаж Рола
- Томмі Гаас (травма плеча) → його замінив  Лу Єн-Сун
- Флоріан Маєр (травма пахвини) → його замінив  Ллейтон Г'юїтт
- Рафаель Надаль (травма зап'ястка) → його замінив  Жиль Сімон
- Кей Нісікорі (травма ступні) → його замінив  Ніколя Маю
- Дмитро Турсунов → його замінив  Домінік Тім

## Учасники основної сітки в парному розряді

### Сіяні пари
| Країна   | Гравець            | Країна   | Гравець            | Рейтинг1 | Сіяний |
| -------- | ------------------ | -------- | ------------------ | -------- | ------ |
| США      | Боб Браян          | США      | Майк Браян         | 2        | 1      |
| Австрія  | Александер Пея     | Бразилія | Бруно Соарес       | 6        | 2      |
| Канада   | Деніел Нестор      | Сербія   | Ненад Зімоньїч     | 11       | 3      |
| Хорватія | Іван Додіг         | Бразилія | Марсело Мело       | 16       | 4      |
| Індія    | Леандер Паес       | Чехія    | Радек Штепанек     | 20       | 5      |
| Франція  | Жульєн Беннето     | Франція  | Едуар Роже-Васслен | 22       | 6      |
| Іспанія  | Марсель Гранольєрс | Іспанія  | Марк Лопес         | 28       | 7      |
| Іспанія  | Давід Марреро      | Іспанія  | Фернандо Вердаско  | 28       | 8      |

- Рейтинг подано станом на 4 серпня 2014

### Інші учасники
Нижче наведено пари, які отримали вайлдкард на участь в основній сітці:
- Стів Джонсон /  Сем Кверрі
- Маккензі Макдоналд /  Тім Смичек

Наведені нижче пари отримали місце як заміна:
- Джеймі Маррей /  Джон Пірс

### Відмовились від участі
До початку турніру
- Міхаель Ллодра (травма правого ліктя)

## Учасниці основної сітки в рамках жіночого турніру

### Сіяні учасниці
| Країна     | Гравчиня             | Рейтинг | Сіяні |
| ---------- | -------------------- | ------- | ----- |
| США        | Серена Вільямс       | 1       | 1     |
| Румунія    | Сімона Халеп         | 3       | 2     |
| Чехія      | Петра Квітова        | 4       | 3     |
| Польща     | Агнешка Радванська   | 5       | 4     |
| Росія      | Марія Шарапова       | 6       | 5     |
| Німеччина  | Анджелік Кербер      | 7       | 6     |
| Канада     | Ежені Бушар          | 8       | 7     |
| Сербія     | Єлена Янкович        | 9       | 8     |
| Сербія     | Ана Іванович         | 10      | 9     |
| Білорусь   | Вікторія Азаренко    | 11      | 10    |
| Словаччина | Домініка Цібулкова   | 12      | 11    |
| Данія      | Каролін Возняцкі     | 13      | 12    |
| Італія     | Флавія Пеннетта      | 14      | 13    |
| Італія     | Сара Еррані          | 15      | 14    |
| Іспанія    | Карла Суарес Наварро | 16      | 15    |
| Чехія      | Луціє Шафарова       | 17      | 16    |

- Рейтинг подано станом на 4 серпня 2014

### Інші учасниці
Учасниці, що потрапили до основної сітки завдяки вайлд-кард:
- Белінда Бенчич
- Лорен Девіс
- Крістіна Макгейл

Гравчиня, що потрапила в основну сітку, використавши захищений рейтинг:
- Роміна Опранді

Гравчині, що потрапили до основної сітки через стадію кваліфікації:
- Анніка Бек
- Ірина-Камелія Бегу
- Заріна Діяс
- Ніколь Гіббс
- Полона Герцог
- Карін Кнапп
- Варвара Лепченко
- Полін Пармантьє
- Шанелль Схеперс
- Тейлор Таунсенд
- Гезер Вотсон
- Яніна Вікмаєр

Учасниці, що потрапили до основної сітки як щасливий лузер:
- Мона Бартель

### Відмовились від участі
До початку турніру
- Вікторія Азаренко (травма коліна) → її замінила  Мона Бартель
- Лі На (травма коліна) → її замінила  Роміна Опранді
- Івонн Мейсбургер → її замінила  Цветана Піронкова

## Учасниці основної сітки в парному розряді

### Сіяні пари
| Країна            | Гравчиня          | Країна    | Гравчиня            | Рейтинг1 | Сіяна |
| ----------------- | ----------------- | --------- | ------------------- | -------- | ----- |
| Італія            | Сара Еррані       | Італія    | Роберта Вінчі       | 2        | 1     |
| Китайський Тайбей | Сє Шувей          | КНР       | Пен Шуай            | 7        | 2     |
| Чехія             | Квета Пешке       | Словенія  | Катарина Среботнік  | 13       | 3     |
| Зімбабве          | Кара Блек         | Індія     | Саня Мірза          | 15       | 4     |
| Росія             | Катерина Макарова | Росія     | Олена Весніна       | 17       | 5     |
| Угорщина          | Тімеа Бабош       | Франція   | Крістіна Младенович | 27       | 6     |
| США               | Ракель Копс-Джонс | США       | Абігейл Спірс       | 36       | 7     |
| Росія             | Алла Кудрявцева   | Австралія | Анастасія Родіонова | 40       | 8     |

- Рейтинг подано станом на 4 серпня 2014

### Інші учасниці
Нижче наведено пари, які отримали вайлдкард на участь в основній сітці:
- Ніколь Гіббс /  Алісон Ріск
- Мелані Уден /  Тейлор Таунсенд

Наведені нижче пари отримали місце як заміна:
- Оксана Калашникова /  Ольга Савчук

### Відмовились від участі
До початку турніру
- Ч Шуай (травма правої руки)

### Знялись
- Клаудія Янс-Ігначик (травма правої литки)
- Крістіна Младенович (lumbar spine injury)

## Фінальна частина

### Чоловіки. Одиночний розряд
- Роджер Федерер —  Давид Феррер, 6–3, 1–6, 6–2

### Одиночний розряд. Жінки
- Серена Вільямс —  Ана Іванович, 6–4, 6–1

### Парний розряд. Чоловіки
- Боб Браян /  Майк Браян —  Вашек Поспішил /  Джек Сок, 6–3, 6–2

### Парний розряд. Жінки
- Ракель Копс-Джонс /  Абігейл Спірс —  Тімеа Бабош /  Крістіна Младенович, 6–1, 2–0, ret.